# Атрактор Пликіна
Атрактор Пликіна — приклад динамічної системи на диску, максимальний атрактор якої гіперболічний. Зокрема, цей приклад структурно стійкий, як відповідний аксіомі A Смейла.

## Конструкція
Аттрактор Пликіна будується як фактор дифеоморфізму тора, що є DA-дифеоморфізмом. А саме, дифеоморфізм Аносова {\displaystyle A=\left({\begin{smallmatrix}2&1\\1&1\end{smallmatrix}}\right)^{3}} тора {\displaystyle T^{2}=\mathbb {R} ^{2}/\mathbb {Z} ^{2}} зберігає точки {\displaystyle (0,0),(0,1/2),(1/2,0),(1/2,1/2)}, які є нерухомими для відображення {\displaystyle I:x\mapsto -x}. Більш того, можна провести DA-конструкцію, побудувавши комутувальний з I дифеоморфізм f, для якого ці точки стають відштовхувальними, причому відображення в околі цих точок є чистою (розтягувальною) гомотетією.
Фактор тора за дією інволюції I — це двовимірна сфера (а відповідне накриття — дволисте з галуженням у чотирьох точках), і відображення f, яке комутує з I, спускається до дифеоморфізму сфери з чотирма відштовхувальними нерухомими точками. Перенесення одного з них на нескінченність (що дозволяє перейти до відображення диска в себе) закінчує побудову прикладу Пликіна.